# Distretto di Kilija
Il distretto di Kilija (in ucraino Кілійський район?, Kilijs'kyj rajon) era un distretto dell'Ucraina situato nell'oblast' di Odessa; aveva per capoluogo Kilija. La popolazione era di 52.730 persone (stima del 2015). Il distretto fu costituito nel 1940 ed è stato soppresso in seguito alla riforma amministrativa del 2020.